# テッシナ

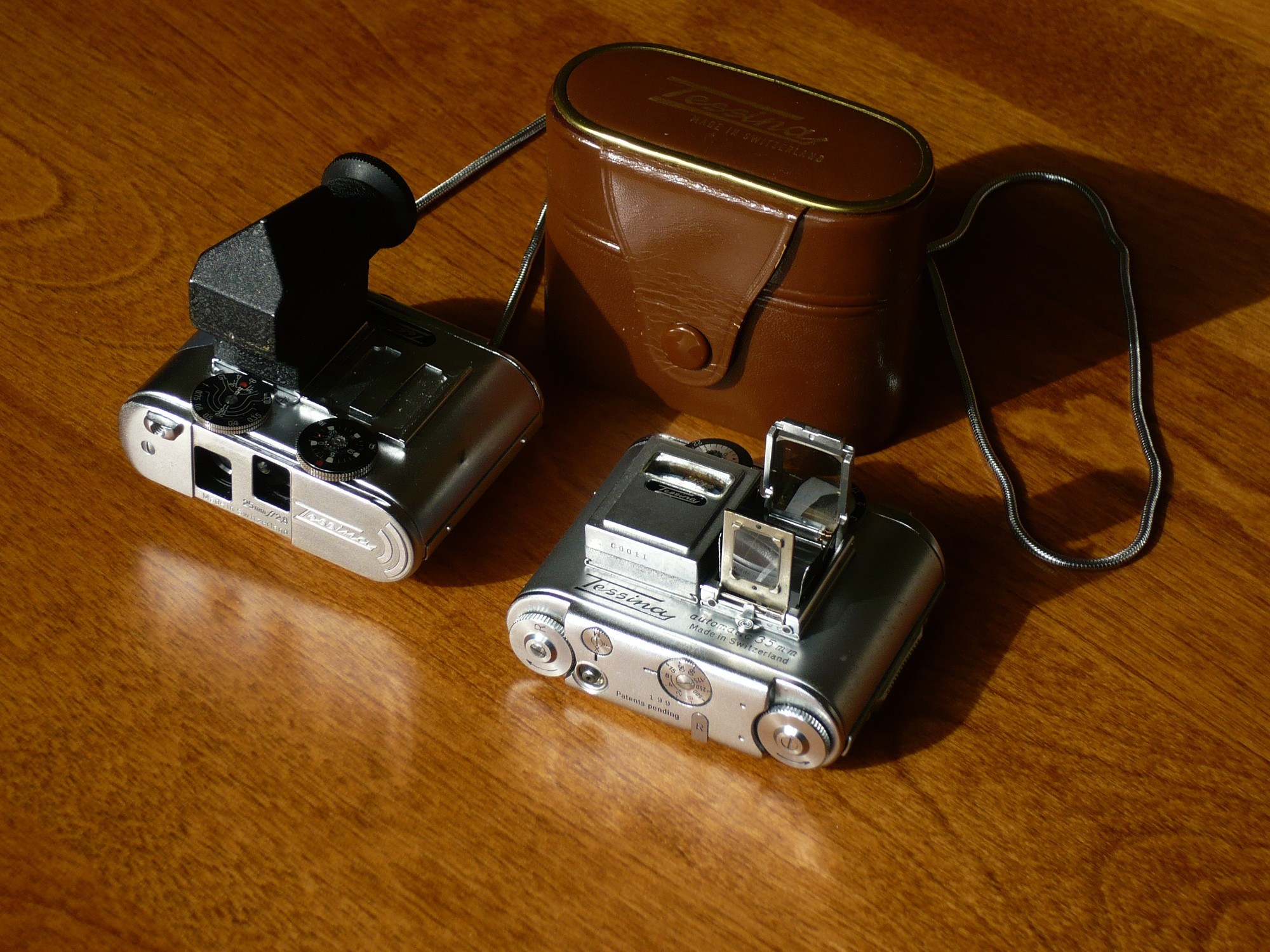
左テッシナ35オートマートはプリズムファインダーが設置され、右テッシナ35はウエストレベルファインダーである。後ろには革ケース。

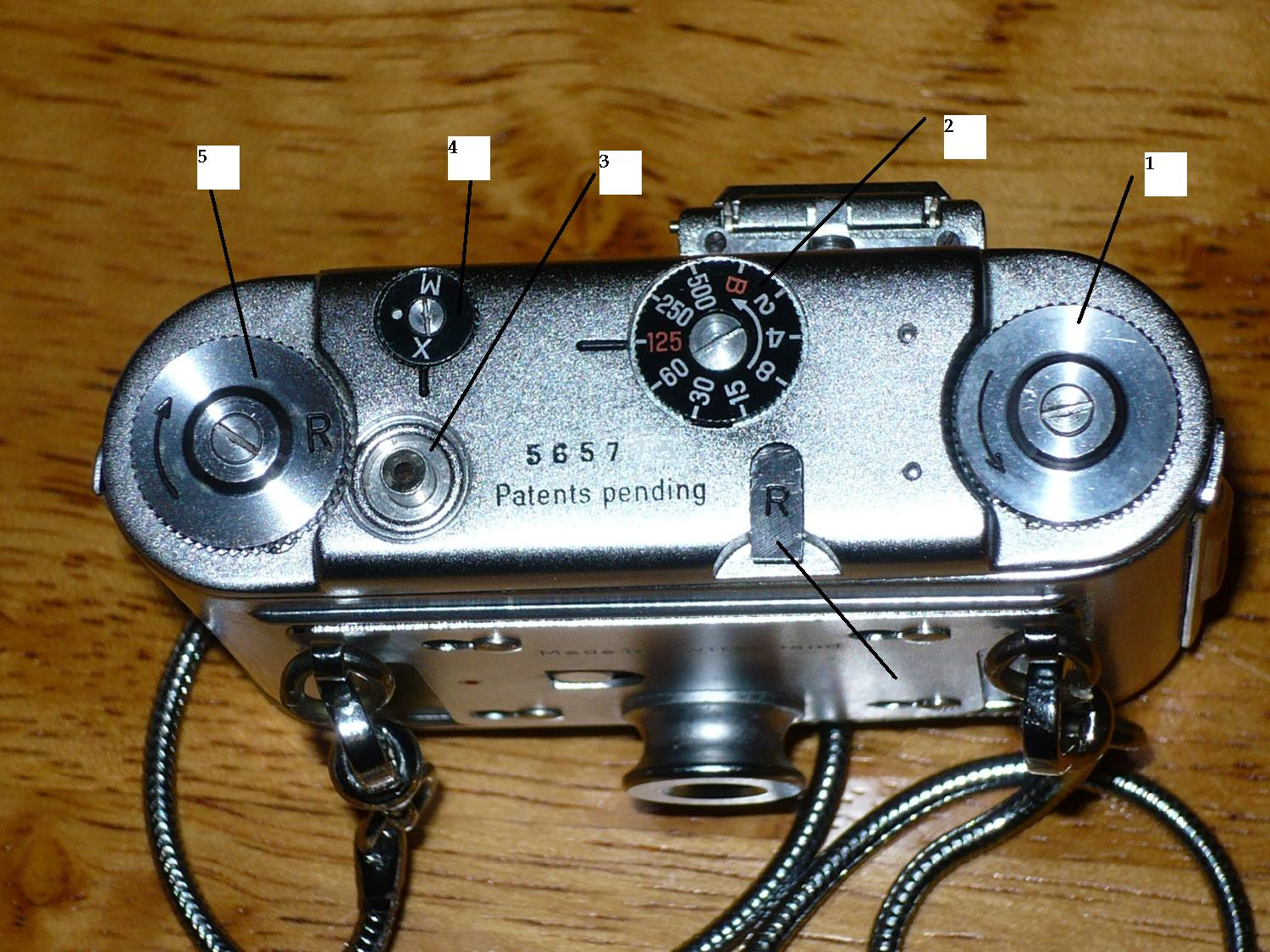
右から、1. フィルム送り、2. シャッター速度、3. フラッシュシンクロ、4. M:バルブ・X:オート、5. フィルム巻き戻し、6. 巻き戻しロック。

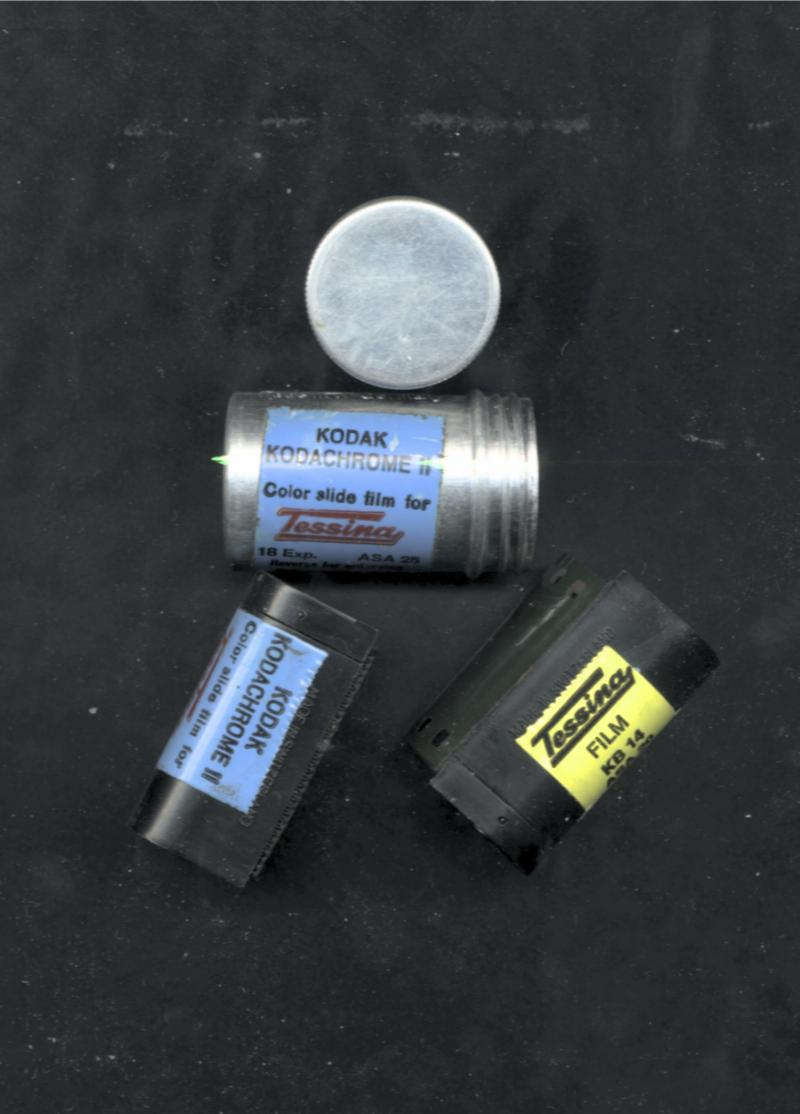
フィルムの専用カートリッジと保存用の缶。

テッシナ（ドイツ語: Tessina ）は、スイスの写真機の銘柄である。専用のパトローネに詰めた35mmフィルムを使用する。画面サイズ「14x21mm判」という小判形と筐体の極小さから、超小型写真機に位置づけられる、極小の二眼レフカメラである。

## 略歴・概要
オーストリア人化学技師のルドルフ・スタイネック博士がティチーノ州ルガーノで特許を得て、ゾロトゥルン州グレンヘンのジークリストが製造した。1957年に発売以来、スタイネック博士がルガーノに経営した企業で、ロレックスの部品も作っていた関連企業コンカヴァが製造し、1996年まで販売された。
35mmフィルムを使用し14x21mm判。現行当時はアドックス（Adox ）がマガジン入りのフィルムを販売していた。テッシナ用フィルムの生産が終了以降、この写真機を使用する場合には、中古や流通在庫の専用カートリッジを入手し135フィルムを充填する等の手法が試みられている。
本体は約69×56×27mmの大きさ、わずか約166グラムの重さで、16mmフィルムを使用する超小型写真機よりも小さい。テッシノン25mmF2.8レンズを2基備える。シャッターはロータリー式で、シャッター速度はB、1/2から1/500秒。
軸受けにルビーを使用するなど時計製造技術が生かされている。

## 製品

### 本体
- テッシナ35（1957年発売） - 最短撮影距離約0.23m。
- テッシナ35オートマート - 最短撮影距離約0.23m。
- テッシナ35L（1960年発売[5]） - 最短撮影距離1ft[1]。

### 付属品
- 6倍プリズムファインダー[8][4]
- 8倍レンズ式ファインダー[8][4]
- フォールディングスポーツファインダー[8][4]
- ネックチェーン[7]
- 三脚アダプター[7]
- ホットシューアダプター
- 日中フィルムローダー
- 専用絞り連動露出計
- フラッシュガン
- 17石機械式腕時計[6]
- 本皮製ソフトケース[7]
- 腕時計式装着バンド[8][6]
- 掃除ブラシ